# Cattedrale di Bristol
La cattedrale di Bristol (cattedrale della Santa e Indivisibile Trinità, in inglese Cathedral Church of the Holy and Undivided Trinity) è la chiesa principale della diocesi anglicana di Bristol, in Inghilterra.
Fondata nel 1140 come abbazia di Sant'Agostino, divenne sede vescovile nel 1542 (quando re Enrico VIII d'Inghilterra fondò la diocesi di Bristol). È un monumento classificato di grado I.
A Bristol esiste anche una cattedrale cattolica molto più moderna (costruita tra 1970 e 1973) della diocesi di Clifton.